# Глифада (Тасос)
Глифада (на гръцки: Γλυφάδα) е село в Гърция, дем Тасос, административна област Източна Македония и Тракия.

## География
Селището е разположено в североизточната част на острова, на около 3 km западно от град Тасос, край самия път, който минава по морския бряг и обикаля острова.

## История
Селището за пръв път се появява в гръцките преброявания в 1971 година, но без жители, защото все още е в процес на изграждане като нов туристически курорт.
Според преброяването от 2011 година няма жители.
| Година    | 1913 | 1920 | 1928 | 1940 | 1951 | 1961 | 1971 | 1981 | 1991 | 2001 | 2011 | 2021 |
| --------- | ---- | ---- | ---- | ---- | ---- | ---- | ---- | ---- | ---- | ---- | ---- | ---- |
| Население |      |      |      |      |      |      | 0    | 7    | 10   | 7    | 0    | 5    |